# Team RadioShack/2011

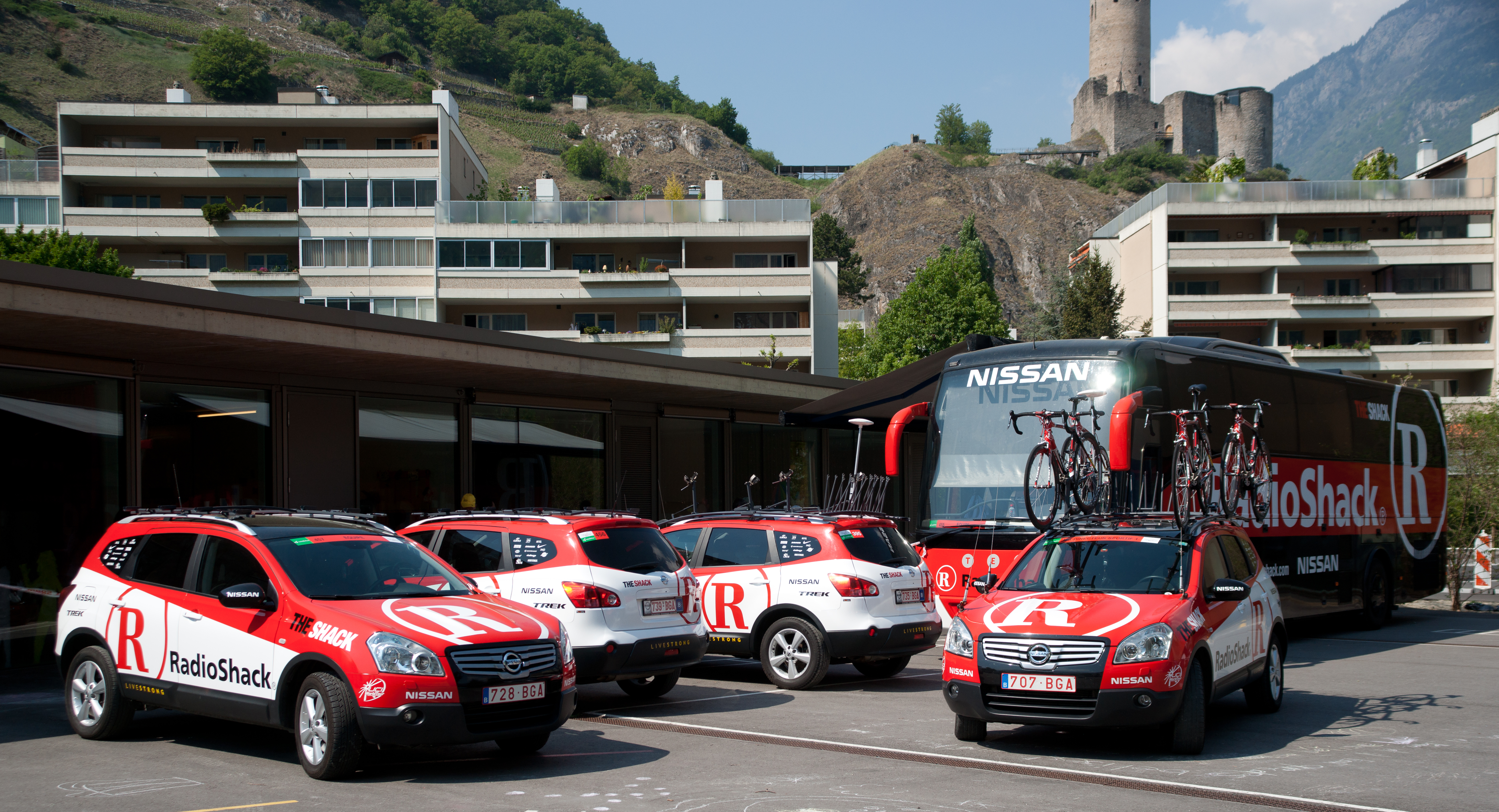
Ploeg omkadering tijdens Ronde van Romandië 2011

Deze pagina geeft een overzicht van de Team RadioShack ProTeam-wielerploeg in 2011.

## Algemeen
Sponsor: RadioShack
Teammanager: Johan Bruyneel
Ploegleiders: Dirk Demol, Alain Gallopin, Vjatsjeslav Jekimov, José Azevedo,
Fietsen en kleding: Trek

## Renners
| Naam               | Geboortedatum | Nationaliteit    | Ploeg 2010              |
| ------------------ | ------------- | ---------------- | ----------------------- |
| Lance Armstrong    | 18-09-1971    | Verenigde Staten |                         |
| Fumiyuki Beppu     | 10-04-1983    | Japan            |                         |
| Sam Bewley         | 22-07-1987    | Nieuw-Zeeland    |                         |
| Janez Brajkovič    | 18-12-1983    | Slovenië         |                         |
| Matthew Busche     | 09-05-1985    | Verenigde Staten |                         |
| Manuel Cardoso     | 07-04-1983    | Portugal         | Footon-Servetto-Fuji    |
| Philip Deignan     | 07-09-1983    | Ierland          | Cervélo TestTeam        |
| Ben Hermans        | 08-06-1986    | België           |                         |
| Chris Horner       | 23-10-1971    | Verenigde Staten |                         |
| Robert Hunter      | 22-04-1977    | Zuid-Afrika      | Team Garmin-Transitions |
| Markel Irizar      | 05-02-1980    | Spanje           |                         |
| Benjamin King      | 22-03-1989    | Verenigde Staten | Trek-Livestrong         |
| Andreas Klöden     | 22-06-1975    | Duitsland        |                         |
| Michał Kwiatkowski | 22-06-1990    | Polen            | Caja Rural              |
| Levi Leipheimer    | 24-10-1973    | Verenigde Staten |                         |
| Geoffroy Lequatre  | 30-06-1981    | Frankrijk        |                         |
| Tiago Machado      | 18-10-1985    | Portugal         |                         |
| Jason McCartney    | 03-09-1973    | Verenigde Staten |                         |
| Robbie McEwen      | 24-04-1972    | Australië        | Katjoesja               |
| Dmitri Moeravjov   | 02-11-1979    | Kazachstan       |                         |
| Nélson Oliveira    | 06-03-1989    | Portugal         | Xacobeo Galicia         |
| Sérgio Paulinho    | 26-03-1980    | Portugal         |                         |
| Jaroslav Popovytsj | 04-01-1980    | Oekraïne         |                         |
| Grégory Rast       | 17-01-1980    | Zwitserland      |                         |
| Sébastien Rosseler | 15-07-1981    | België           |                         |
| Ivan Rovny         | 30-09-1987    | Rusland          |                         |
| Bjørn Selander     | 28-01-1988    | Verenigde Staten |                         |
| Jesse Sergent      | 08-07-1988    | Nieuw-Zeeland    | Trek-Livestrong         |
| Haimar Zubeldia    | 01-04-1977    | Spanje           |                         |

## Overwinningen
| Trofeo Inca Winnaar: Ben Hermans Ronde van Mumbay-II Winnaar: Robert Hunter Ronde van Andalusië Eindklassement: Markel Irizar Driedaagse van West-Vlaanderen Proloog: Jesse Sergent Eindklassement: Jesse Sergent Parijs-Nice 5e etappe: Andreas Klöden Internationaal Wegcriterium 3e etappe: Andreas Klöden Driedaagse van De Panne-Koksijde 3e etappe, deel B: Sébastien Rosseler Eindklassement: Sébastien Rosseler Ronde van het Baskenland Eindklassement: Andreas Klöden | Ronde van Californië 4e etappe: Chris Horner 7e etappe: Levi Leipheimer Eindklassement: Chris Horner Ronde van Zwitserland Eindklassement: Levi Leipheimer Ronde van Oostenrijk 1e etappe: Robert Hunter Ronde van Wallonië 4e etappe: Robbie McEwen Eneco Tour 4e etappe (IT): Jesse Sergent Nationale kampioenschappen Japan - wegwedstrijd: Fumiyuki Beppu Japan - tijdrit: Fumiyuki Beppu Portugal - tijdrit: Nélson Oliveira Slovenië - tijdrit: Janez Brajkovič Verenigde Staten - wegwedstrijd: Matthew Busche | Ronde van Utah Eindklassement: Levi Leipheimer USA Pro Cycling Challenge 1e etappe: Levi Leipheimer 3e etappe (IT): Levi Leipheimer Eindklassement: Levi Leipheimer Ronde van Poitou-Charentes 4e etappe (IT): Jesse Sergent Eindklassement: Jesse Sergent Tour de Wallonie-Picarde 1e etappe: Robbie McEwen 4e etappe: Robbie McEwen Eindklassement: Robbie McEwen |

2010 · 2011
AG2R-La Mondiale · Astana · BMC Racing Team · Euskaltel-Euskadi · Team Garmin-Cervélo · Team HTC-High Road · Katjoesja · Lampre-ISD · Team Leopard-Trek · Liquigas-Cannondale · Team Movistar · Omega Pharma-Lotto · Quick Step · Rabobank · Team RadioShack · Saxo Bank-Sungard · Sky ProCycling · Vacansoleil-DCM